# Macropogon sequoiae
Macropogon sequoiae är en skalbaggsart som beskrevs av Hopping 1936. Macropogon sequoiae ingår i släktet Macropogon och familjen Artematopodidae. Inga underarter finns listade i Catalogue of Life.